# Église Notre-Dame d'Aerschot

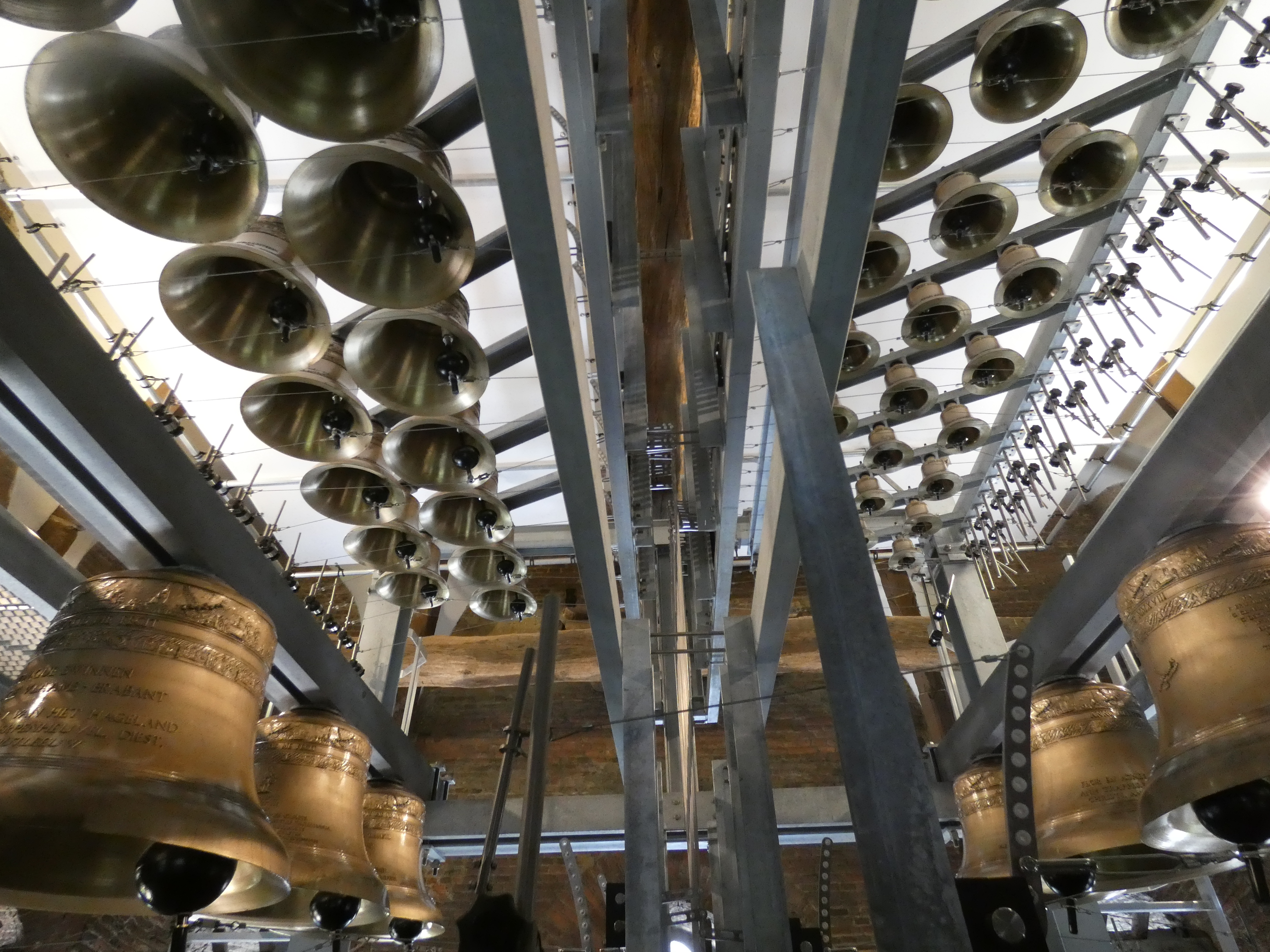
Le nouveau carillon de la paix d'Aarschot. 51 cloches, dont 2 cloches historiques de Sergeys de Louvain (1950) et 49 nouvelles cloches d'Eijsbouts d'Asten (2018).

L'église Notre-Dame d'Aerschot est un édifice religieux catholique dans le Brabant flamand, en Belgique. Construite en grès brun aux xive et xve siècles, l'église est un exemple du gothique du Démer (nl), une variante régionale du haut gothique du Brabant.

## Description
La structure comprend une tour-clocher doté d'une flèche Renaissance (de 84 ou 85 m de haut), flanquée de deux chapelles, une nef à trois vaisseaux (du début du XVe siècle), un transept et un chœur possédant deux chœurs latéraux (du XIVe siècle). Dans la partie inférieure de la tour, des couches de calcaire et de grès (couches de bacon) s'alternent.

## Patrimoine
- Dans la nef se trouvent une chaire de vérité et des confessionnaux de style baroque flamand et datant du XVIIe siècle.
- Un jubé de style flamboyant sépare le chœur de la nef. Des scènes de la passion et de la  résurrection du Christ sont décrites sur le jubé. Il est surmonté d'une croix triomphale (XVe siècle).

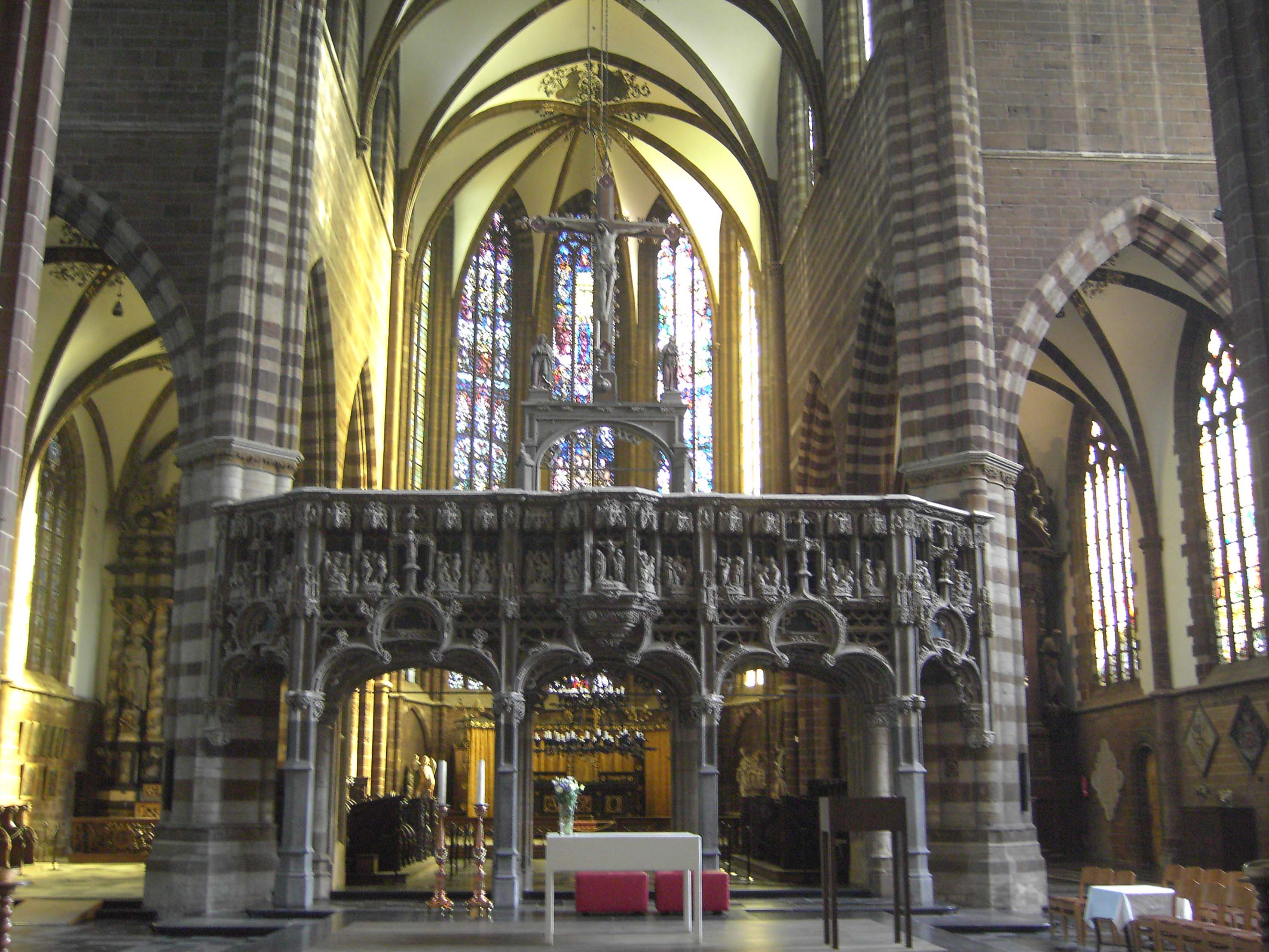
Le chœur de l'église Notre-Dame avec son jubé.

- Les stalles (de 1515) présentent des sculptures satiriques et parfois carrément grivoises (notamment une femme nue chevauchant un singe), arrangées sur les miséricordes.
- Le chandelier à couronne en fer forgé datant de 1500 est attribué à Quentin Metsys.
- Un trône de grâce du XVIe siècle se trouve à l'avant droite de l'abside.
- Sur le mur gauche du chœur est accroché un tableau du Christ de 5 mètres de large (datant de 1520-1530).
- une toile de Pierre-Joseph Verhagen, Les fidèles d'Emmaüs, se trouve dans une chapelle à droite de l'allée du chœur.
- Les vitraux de Guillaume II de Croÿ et de Maria van Hamal, qui avaient été installés en 1520 ont été vendus en 1833. Ils se trouvent aujourd'hui au Victoria and Albert Museum .